# Saqqez
Saqqez (persky سقز‎) je město na severozápadě Íránu a město provincie Kurdistán. Ve městě žije přibližně 165 tisíc obyvatel s výraznou kurdskou menšinou. V nadmořské výšce 1476 metrů má Saqqez středomořské kontinentální klima (Köppenova klasifikace podnebí Dsa) s horkými, velmi suchými léty a studenými, zasněženými zimami. Léta se vyznačují velkými denními změnami teplot v důsledku snížené hustoty vzduchu ve vysoké nadmořské výšce a nízké vlhkosti.